# Justus Andreas Meyfeld
Justus Andreas Meyfeld (auch: Just Andreas Meyfeld und Justus Andreas Meyfeldt sowie Andreas Meyfeld; * vor 1730; † nach 1741) war ein deutscher Stück- und Glockengießer.

## Leben

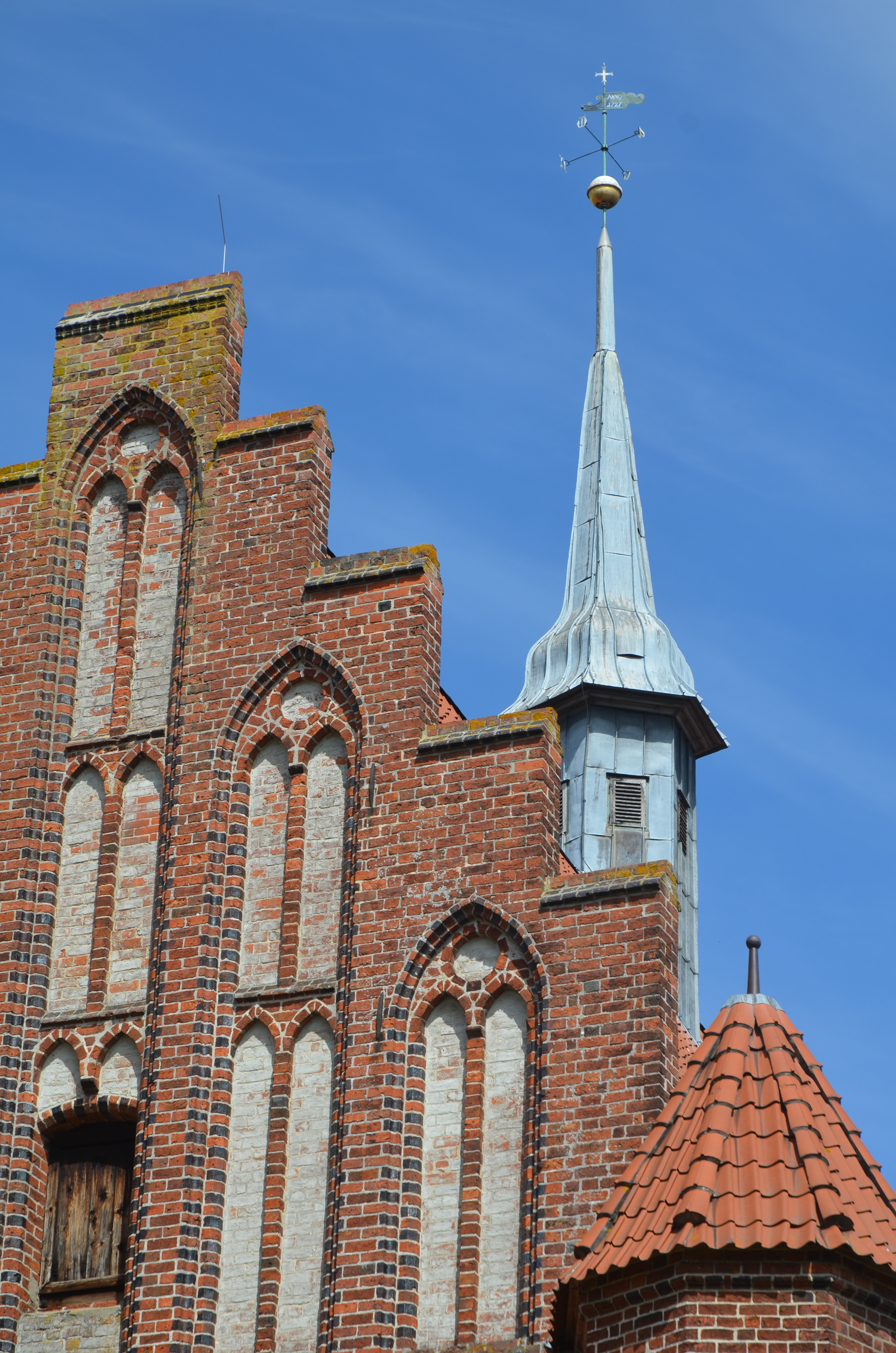
Unter dem Dachreiter auf dem Nonnenchor vom Kloster Wienhausen findet sich die 1739 von Meyfeld gegossene Glocke mit dem Namen der Äbtissin Agnese Maria von Hohnhorst

Mit Schreiben vom 8. Oktober 1737 bewarb sich Meyfeld um die unbesetzte Stelle des verstorbenen Thomas Riedeweg, Kurfürstlich Braunschweig-Lüneburgischen Stück- und Glockengießers bei Hannover vor dem Steintor. Meyfelds Schreiben dient heute auch als Nachweis, dass die Glockengießer seinerzeit auch Geschütze herstellten, die nicht nur als rein technische Kriegsgeräte angesehen wurden, sondern auch als „rituell aufgeladene Objekte“, deren Verzierungen mit unterschiedlichen Motiven zum Beispiel göttlichen Beistand beschworen oder den eigenen Beitrag zur Verteidigung der Stadt hervorhoben.
1738 lieferte Meyfeld, der seinerzeit als hannoverscher Ratsgießer wirkte, für die vergleichsweise hohe Summe von 400 Talern eine sogenannten „Schlangenspritze“, eine der sechs fahrbaren Schlauchspritzen für den erst kurz zuvor 1737 erfolgten Neubau für die Feuerwehr in dem heute denkmalgeschützten Spritzenhaus Benser Straße 24 in Einbeck. Als Vorgeschichte zur Chronik der 1896 gegründeten Freiwilligen Feuerwehr in Seelze wurde Meyfeld als „Brunnenmeister“ bezeichnet. Dieser habe um 1740 in Hannover Handfeuerspritzen gefertigt, „die in großen Mengen [von Amts wegen] bestellt und an viele Dorfschaften der Calenberger Amtsbezirke abgegeben wurden“. Diese auch „Strenjebüssen“ genannten Handspritzen, Kaufpreis 1 Taler, schöpften aus Wasserbottichen, die zuvor an den Brandherd herangeschafft werden mussten. Die kleinen Spritzen mit nur geringem Wirkungsgrad dienten allerdings nur als Notbehelf und waren kaum geeignet, ein größeres Feuer wirksam zu bekämpfen.
Spätestens 1742 war Meyfeld verstorben. Der Denkmalpfleger Carl Wolff schrieb hinsichtlich der Glocke in Fuhrberg über ihn: „1742 wurde mit des Glockengiessers Just Andreas Meyfeld nachgelassener Wittwe Ilse Dorothea wegen Umgiessung der geborstenen Glocke ein Kontrakt geschlossen.“

## Bekannte Werke
- Aus der Hand Meyfelds stammt eine 1730 für die Mauritiuskirche gegossene Glocke[6]
- 1736 datiert die von Meyfeldt gegossene Glocke für die Kirche in Herzberg am Harz.[4]
- 1738 lieferte Meyfeld eine fahrbare „Schlangenspritze“ für die Feuerwehr in Einbeck.[9]
- Eine der beiden Glocken in der alten Kirche im mecklenburgischen Greven trug in langer lateinischer Aufschrift die Angaben, dass sie 1738 zur Zeit des Herzogs Carl Leopold sowie des Pastors Georg Jancke aus einer zerborstenen Glocke neu gegossen wurden durch Andreas Meyfeld in Hannover[5]
- 1739 goss Meyfeld in Hannover die mit einem Glockenspruch versehene Glocke für die Kirche in Gestorf.[3]
- Ebenfalls aus dem Jahr 1739 stammt Meyfelds in Hannover gegossene bronzene Läuteglocke in fis’’ für die evangelische Kirchengemeinde in Behrensen bei Moringen[11]
- Eine 1685 geborstene Glocke im Kloster Wienhausen, hergestellt durch den in Celle tätigen Rat und Glockengießer Fridrich Krietewidt (Schreibweise noch ungeklärt), schmolz Meyfeld ein und goss 1685 in Hannover eine mit mehreren Schnurzügen verzierte neue Glocke,[12] die sich heute im Dachreiter der Nonnenkirche des Zisterzienserklosters findet. Die 44 cm durchmessende und ornamentierte Glocke trägt die Inschrift „Alles zu Gottes Ehre / Agnesa Maria von Hohnhorst / P. T. Abbatissan Anno 1739“, und auf dem Schlagrand die Meisterinschrift „Gos mich Ivstvs Andreas Meyfeldt aus Hannover“. 1968 wurde ein Sprung in der Glocke durch Schweißen[13] durch die Firma Hans Lachenmeyer beseitigt. Anschließend besorgte Horst Gröhnke, Inhaber der Spezialwerkstätte für Glockenläutetechnik in Holle bei Hildesheim, den Aus- und Wiedereinbau.[12]
- Die 1741 geborstene Große Glocke in der Kirche von Harber (Hohenhameln) goss Meyfeld um. Sie zerbarst 1767 wiederum und wurde anschließend zur heutigen Läuteglocke I umgegossen.[7]
- Über die geborstene Glocke in Fuhrberg hatte Meyfelds Witwe 1742 einen Vertrag abgeschlossen.[2]

## Archivalien
Archivalien von und über Justus Andres Meyfeld finden sich beispielsweise
- als Bewerbungsschreiben Meyfelds um die Stelle des 1737 verstorbenen Stück- und Glockengießers Riedeweg im Niedersächsischen Landesarchiv (Standort Hannover), Archivsignatur Hann 47 I, Nr. 106, Vol. IV, S. 135[1]